# Comuna Bujoreni, Vâlcea
Bujoreni este o comună în județul Vâlcea, Oltenia, România, formată din satele Bogdănești, Bujoreni, Gura Văii, Lunca, Malu Alb, Malu Vârtop și Olteni (reședința).

## Așezare geografică
Comuna Bujoreni este situată pe malul drept al râului Olt, la nord de municipiul Râmnicu Vâlcea (reședința județului Vâlcea), în imediata vecinătate a acestuia, de-a lungul drumului european E81 (drumul național DN7 Râmnicu Vâlcea - Sibiu).
Comuna Bujoreni include localitățile Bogdănești, Bujoreni, Gura Văii, Lunca, Malu Alb, Malu Vârtop și Olteni.

## Istoric
Datorită poziției sale geografice, comuna Bujoreni s-a aflat pe ruta de acces a armatelor romane conduse de împăratul Traian în cel de-al doilea război dintre Imperiul Roman și Dacia (105 - 106 d.Chr.). Pentru a-și consolida înaintarea spre cetățile dacice din munții Orăștiei, Traian a construit un drum de-a lungul Văii Oltului, presărat cu fortificații puternice.
Fostul drum, Via Traianus (Calea lui Traian) pe care au trecut oștirile romane, este astăzi șoseaua E81 sau DN7, fiind totodată principala arteră de circulație a comunei.
Perioada de istorie antică este atestată de siturile arheologice din perioadele dacică și romană care există pe teritoriul comunei Bujoreni.

## Economie
În comuna Bujoreni se dezvoltă și se desfășoară activități economice legate de producție, cercetare, comerț și prestări servicii în diverse domenii precum pomicultura, legumicultura, morărit și panificație, creșterea animalelor sau prelucrarea lemnului.
Stațiunea de Cercetare și Dezvoltare Pomicolă din comuna Bujoreni, singura de acest fel din zona Oltenia, deține unica bancă de gene pentru nuc, alun, castan și prun din România.
Stațiunea creează soiuri de pomi a căror faimă a devenit internațională, având clienți pomicultori din Italia și Polonia.
Infrastructura comunei Bujoreni a fost îmbunătățită în anul 2007 prin refacerea unui drum de acces.
Numărul de locuitori ai comunei Bujoreni este în creștere datorită dezvoltării pieței imobiliare care duce la apariția a tot mai mulți proprietari de noi case și vile.

## Turism
Principala atracție turistică a comunei Bujoreni este constituită de Muzeul Satului Vâlcean, muzeu etnografic în aer liber.

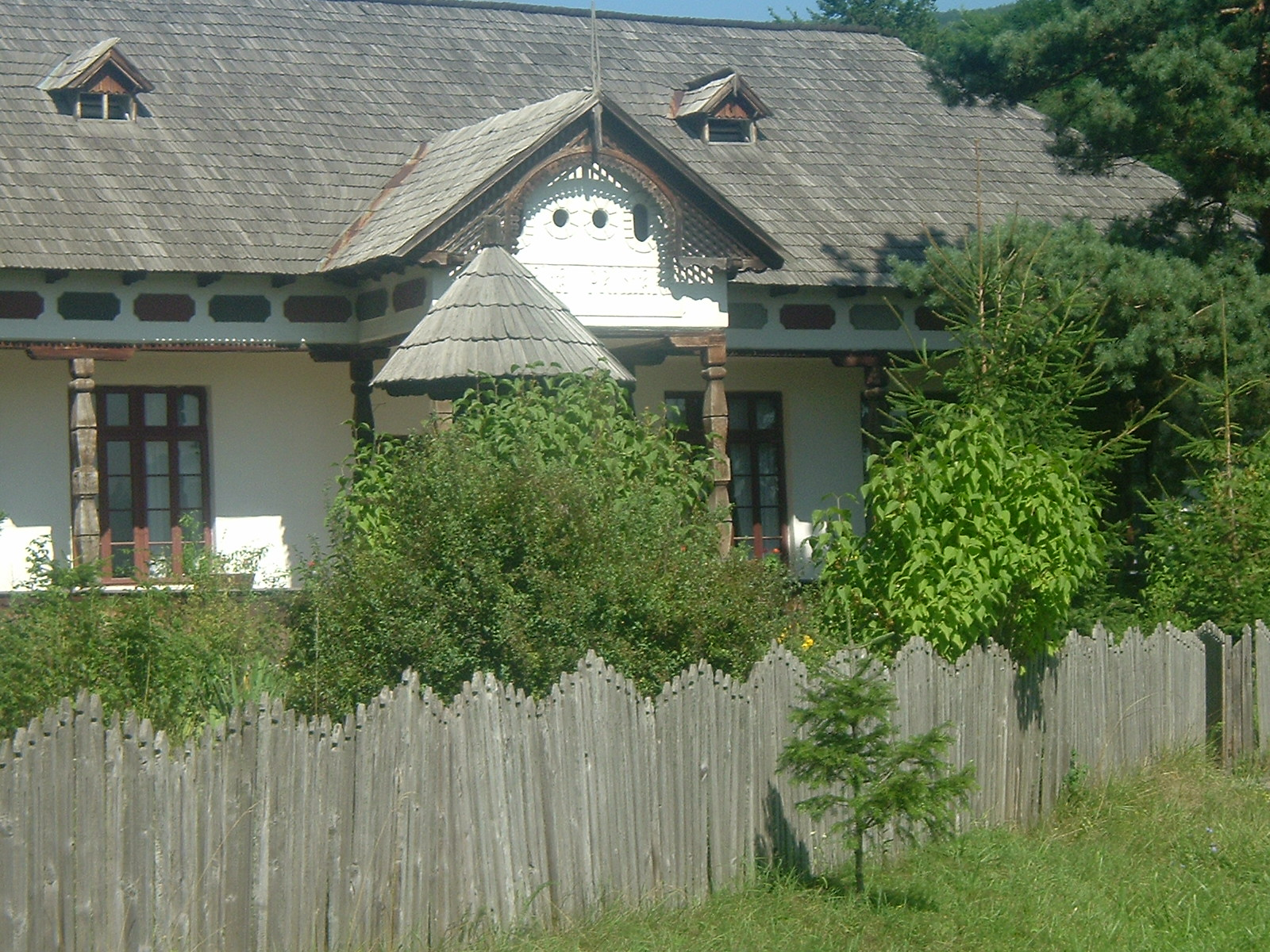
Şcoala rurală. Muzeul Satului Vâlcean, Bujoreni

Înființat în 1969 și deschis publicului în 1974, muzeul se află la granița municipiului Râmnicu Vâlcea și comună. Pe o suprafață de 8 hectare, satul-muzeu (care cuprinde aproape 80 de construcții arhitecturale și în jur de 12000 de piese muzeistice) reconstituie imaginea funcțională a unei așezări rurale tradiționale, cu toate instituțiile sale social-culturale.
Alături de Cula Bujorenilor (numită și "cula cu scară exterioară", ctitorită în jur de 1810 de Preda Bujoreanu și inclusă în lista principalelor cule din Oltenia), Muzeul Satului Vâlcean mai cuprinde Hanul lui Bogdan (din 1889), școlile din Cacova (Stoenești) din secolul al XX-lea, Biserica de lemn (1785) în care încă se oficiază liturghii la marile sărbători, alte construcții religioase (cruci, troițe), case țărănești din județul Vâlcea mobilate și cu anexe gospodărești (cea mai veche casă având peste 200 de ani), precum și fântâni și porți specifice zonei.
Printre edificiile reprezentative ale patrimoniului istoric și cultural al comunei Bujoreni se numără Biserica Sfântul Nicolae a fostului schit Olteni (construită în jur de 1580-1590 și extinsă în 1830), Biserica Sfinții Voievozi din Bogdănești (construită în jur de 1692-1698), Biserica Sfântul Gheorghe din Gura Văii (construită în jur de 1758) și Biserica Adormirea Maicii Domnului (construită în jur de 1812, cu picturi inițiale).
În comuna Bujoreni, se mai află un obelisc ridicat în memoria eroilor de război (lângă școala din Bogdănești) și o cruce comemorativă pentru eroii de război (în fața bisericii din Gura Văii).

## Cultură
Fundația HAR (Habitat și Artă în România) din București a inițiat și desfășurat între anii 2000-2005, „Atelierele de vară de la Bujoreni”, în cadrul programului „Tradiție și Postmodernitate”, vizând un dialog între moștenirea culturală tradițională și cultura contemporană, în special în domeniile artelor vizuale, antropologiei, istoriei și teologiei.
Simpozioanele s-au desfășurat la Muzeul Satului Vâlcean și au reunit prestigioși oameni de cultură și artiști români și suedezi.
Co-organizatori ai amplului program au fost Muzeul Județean Vâlcea , Timmerdraget – Centre for Loghouse Construction, Torsta (Suedia), Resource Group Integrator (Italia), iar parteneri au fost Universitatea de Arhitectură și Urbanism „Ion Mincu” din București, Universitatea de Artă București, Fundația pentru Dezvoltarea Societății Civile (România), Centrul de Studii Ortodoxe din California (S.U.A.), Institutul Național de Optoelectronică din București, Primăria Râmnicu Vâlcea, Consiliul Județean Vâlcea, filiala Vâlcea a Uniunii Artiștilor Plastici din România și Teatrul Ariel din Râmnicu Vâlcea.

## Demografie
Componența etnică a comunei Bujoreni
     Români (73,42%)
     Romi (16,38%)
     Alte etnii (0,09%)
     Necunoscută (10,1%)
Componența confesională a comunei Bujoreni
     Ortodocși (88,2%)
     Alte religii (1,24%)
     Necunoscută (10,56%)
Conform recensământului efectuat în 2021, populația comunei Bujoreni se ridică la 5.305 locuitori, în creștere față de recensământul anterior din 2011, când fuseseră înregistrați 4.410 locuitori. Majoritatea locuitorilor sunt români (73,42%), cu o minoritate de romi (16,38%), iar pentru 10,1% nu se cunoaște apartenența etnică. Din punct de vedere confesional, majoritatea locuitorilor sunt ortodocși (88,2%), iar pentru 10,56% nu se cunoaște apartenența confesională.

## Politică și administrație
Comuna Bujoreni este administrată de un primar și un consiliu local compus din 15 consilieri. Primarul, Gheorghe Gângu[*], de la Partidul Național Liberal, este în funcție din iunie 2017. Începând cu alegerile locale din 2024, consiliul local are următoarea componență pe partide politice:
|  | Partid                          | Consilieri | Componența Consiliului | Componența Consiliului | Componența Consiliului | Componența Consiliului | Componența Consiliului | Componența Consiliului | Componența Consiliului |
|  | ------------------------------- | ---------- | ---------------------- | ---------------------- | ---------------------- | ---------------------- | ---------------------- | ---------------------- | ---------------------- |
|  | Partidul Național Liberal       | 7          |                        |                        |                        |                        |                        |                        |                        |
|  | Partidul Social Democrat        | 7          |                        |                        |                        |                        |                        |                        |                        |
|  | Alianța pentru Unirea Românilor | 1          |                        |                        |                        |                        |                        |                        |                        |

## Personalități
- Teodor Bălășel (1869 - 1941), folclorist;
- Valeriu Sârbu (n. 1931 - d. 2009, Brăila), poet, dramaturg.